# 藤谷昌敏
藤谷 昌敏（ふじたに まさとし、1954年11月1日 - ）は、日本の学者・研究者。
専門は危機管理、経済安全保障、インテリジェンス、ナレッジマネジメント、国際関係論。金沢工業大学産学連携室客員教授。元法務省公安調査庁職員。

## 略歴
北海道伊達市出身1973年3月北海道伊達高等学校卒業。。
1975年から1982年にかけて学習院大学法学部法学科で学び、卒業。2016年から2018年には北陸先端科学技術大学院大学先端科学技術研究科で博士前期課程を修了。1982年、法務省公安調査庁に入庁し、金沢公安調査事務所長を歴任するなど、情報収集・分析業務に従事。
2015年に退官後、TOYA未来情報研究所を設立し、代表に就任。また、2021年からは経済安全保障マネジメント支援機構の上席研究員も務める。

## 研究・活動
藤谷は、経済安全保障やインテリジェンスに関する研究を行い、多数の論文・著書を執筆。日本戦略研究フォーラムの政策提言委員も務める。また、メディアへの寄稿や講演活動も行い、安全保障に関する提言を発表している。
2022年7月のインタビューでは、中国が日本に約2万から2万5千人のスパイや工作員を派遣していると推測し、日本の公安調査庁の職員数が約1700人であることから、対応の困難さを指摘した。

## 著書
- 『第3世代のサービスイノベーション』 （2017年、共著、社会評論社）